# 応昌期
応昌期（おう しょうき、イン チャンチー）は台湾の実業家、囲碁ルール研究家。
独自の囲碁ルールである計点制ルール（応昌期ルール）を考案した。また囲碁の普及のために応昌期囲棋教育基金会を設立し、応昌期杯世界プロ囲碁選手権戦などの棋戦の主催、台湾や中国で囲碁学校設立や棋戦の後援など、囲碁普及に大きく貢献した。

## 経歴
浙江省寧波市に生まれ、1932年に一家で上海に移り、上海市銀行の学生となる。1937年から福建省銀行に勤める。1938年結婚。国共内戦後台湾に渡り、台湾銀行で経理の仕事に就いて副総裁にまでなるが、1963年に退職。1964年に利華羊毛工業会社（利華羊毛工業公司）設立、国際証券会社（國際票券公司）、益華紡織工業会社（益華紡織工業公司）などで実業家として活躍。中華人民共和国への大陸訪問が解禁された1988年以後、故郷寧波市の母校中城小学校のための寄付や、建築材料会社設立などを行い、1993年には寧波市名誉市民の称号を授与される。1997年に癌により死去。

## 囲碁普及
囲碁は6歳の時に覚え、めざましく上達した。囲碁の普及と、独自に考案した囲碁ルールである計点制の普及を目指した。1952年に台湾の囲碁組織である中国囲棋会設立に事務局長として加わり、その後会長も務める。この年には中国囲棋会で呉清源を台湾に招き、大国手の称号を授与、また当時10歳だった林海峰との対局などを計らった。1973年に新しい応昌期囲碁ルールを創案し、中国囲棋会では1977年からこれを採用した。1983年に応昌期囲棋教育基金会を設立して、青少年への囲碁の普及と国際交流を推進し、1984年から世界青少年囲棋大会、1985年から世界コンピュータ囲棋選手権大会などを開催。1988年には計点制ルールによる応昌期杯世界プロ囲碁選手権戦を開催した。1997年からはヨーロッパ碁コングレスを後援。
その後も基金の活動により、上海市応昌期囲碁教育基金会も設立され、2005年に上海市応昌期囲棋学校設立、中国囲棋協会による昌期杯囲棋戦の創設などが為され、また世界各地で囲碁の普及、教育の活動が行われている。
1991年には、日本棋院から、大倉喜七郎賞を受賞。
応がルール作りに取り組んだのは、1959年の呉清源と高川秀格本因坊との三番碁第2局で、終局時のコウの手入れ問題が生じたことが契機とも言われる。